# Испанская философия
Испа́нская филосо́фия — обобщенное название философии испанских мыслителей.
Философские направления, которые развивались в других странах, имели последователей в Испании. Начиная с Нового времени можно говорить об испанской философской мысли.

## Римский период
Менендес-и-Пелайо считал, что традиции испанской философии идут от Сенеки — одного из крупнейших представителей стоицизма, родился в Кордове, затем переехал в столицу империи.

## Период патристики
Для этого периода характерны споры по вопросам морали и полемики вокруг арианства, несторианства и пелагианства. Представители этого периода: архиепископ Лициниан Картахенский и Исидор Севильский. Также известен ересиарх Присциллиан в IV веке.

## Период Средневековья
Яркие представители: Пётр Испанский и Раймунд Луллий. Значительно влияние томизма. К известным мыслителям с интересами в науке относятся: Арнольд из Виллановы и Рамон Сибиуда. Крупным испанским философом этого времени был философ и переводчик Доминик Гундиссалин (ок. 1110 — ок. 1190), активный участник толедского переводческого центра. В своих философских работах Доминик Гундиссалин стремился к синтезу аристотелизма и арабо-иудейского неоплатонизма с христианской философской традицией, идущей от Августина и Боэция. Широкую известность получило посвященное классификации наук сочинение Доминика Гундиссалина «О разделении философии» (лат. De divisione philosophiae).

## Эпоха Возрождения
Появляются независимые от Аристотеля направления, не связанные со схоластикой, и известный гуманист Хуан Луис Вивес. Влияние иезуитов сказывается у Диего Сааведра. Многочисленные интерпретации получила в Испании «философия Христа» Эразма Роттердамского.

## XVII век
В первой половине XVII века большую роль в распространении идей гуманизма сыграло творчество Мигеля де Сервантеса (1547—1616) и Лопе де Вега (1562—1635). Крупнейшими представителями официальной католической философии этого времени были Франсиско Суарес (1548—1617), Хуан де Санто Томас (1589—1644), Родриго де Арриага (1592—1664), Франсиско де Овьедо (1602—1651), Педро Уртадо де Мендоса (1578—1641), Себастьян Искьердо (1601—1681), Антонио Эскобар-и-Мендоза (1589—1669). Во второй половине XVII века развитие испанской философии протекало под влиянием идей Декарта и Гассенди.

## XVIII век
Значительные представители Фейхо-и-Монтенегро и Ховельянос c широким спектром интересов: литературная критика, политика, экономика.
Под влиянием философии Кондильяка находились философы-сенсуалисты Антонио Эксимено-и-Пухадес (1729—1808) и Хуан Андрес (1740—1817). Как последователь атомистической философии Гассенди выступал Алехандро Авенданьо.
Принципы атомизма Гассенди и сенсуализм отстаивал также профессор философии Валенсийского университета Хуан Батиста Берни.

## XIX век
Развитие испанской философии в XIX веке происходит благодаря краузизму, в полемике с его оппонентами. Наряду с краузизмом получил также некоторое распространение эклектизм В. Кузена, представителем которого в Испании был Томас Гарсиа Луна. Нашли своих приверженцев и идеи шотландской школы здравого смысла (Рамон Марти Эйксала, 1808—1857, и Франсиско Хавьер Льоренс-и-Барба, 1820—1872).
В 60—70-х годах XIX века появляется интерес к неокантианству. Возникновение интереса к неокантианству связывают с деятельностью философа и математика Рея. Видным представителем неокантианства был Перохо-и-Фигерас (1852—1908), учившийся в Германии у Куно Фишера. Пытавшийся соединить неокантианство и позитивизм философ и врач Матиас Ньето Серрано (1813—1902) был последователем французского философа Ренувье.
Со второй половины XIX века в Испании получает распространение неогегельянство. У истоков этого течения стоял профессор метафизики Севильского университета Хосе Контеро-и-Рамирес (1791—1857). Первым переводчиком «Логики» Гегеля на испанский язык был Антонио Фабье-и-Эскудеро. Выдающимся представителем материалистической традиции и защитником сенсуализма был философ, врач и политический деятель Педро Мата-и-Фонтанет (1811—1877). На материалистических позициях, но с элементами позитивизма и агностицизма, стоял испанский естествоиспытатель, врач и гистолог Рамон-и-Кахаль (1852—1934), чьи первые научные работы были опубликованы в 1880 году. Пропагандистами идей марксизма в Испании были Хосе Меса (1840—1904) и Франсиско Мора (1842—1924).

## Новейшее время
Наиболее выдающийся представитель Ортега-и-Гассет, верный европейской культуре. К его последователям относят Хулиана Мариаса (1914—2005), Педро Лаина Энтральго (1908—2001) и Григорио Мараньон-и-Пасадильо.
Мигель де Унамуно, современник и противник Ортега-и-Гассета, считается одним из самых необычных мыслителей-экзистенциалистов. Философской эссеистикой, в которой он развивал жанр так называемых «глосс» — краткого свободного комментария — прославился философ, писатель, журналист Эухенио д’Орс (1881—1954), один из ведущих интеллектуалов режима Франко. Выдающимся испанским философом XX века считается Хавьер Субири (1898—1983) — создатель особого «метафизического» варианта феноменологической философии (так называемой ноологии). Широкую известность получил философ-неотомист Хуан Сарагуэта-и-Бенгоечеа (1883—1974).